# Wibaux megye
Wibaux megye az Amerikai Egyesült Államokban, azon belül Montana államban található. Megyeszékhelye és legnagyobb városa Wibaux. Lakosainak száma 937 fő (2020. április 1.). Wibaux megye Richland, Fallon, Golden Valley, Dawson, Prairie és McKenzie megyékkel határos.

## Népesség
A megye népességének változása:
| Lakosok száma | 1006 | 986  | 1056 | 1121 | 1130 | 937  |
|               | 2010 | 2011 | 2012 | 2013 | 2015 | 2020 |